# Пшеничники (Черкаський район)
Пшени́чники — село в Україні, у Черкаському районі Черкаської області, підпорядковане Бобрицькій сільській громаді. Населення села становить 175 осіб (2007; 399 осіб в 1972).

## Історія
Станом на 1885 рік у колишньому власницькому селі, центрі Пшеничківської волості Канівського повіту Київської губернії, мешкало 1009 осіб, налічувалось 128 дворових господарств, існували православна церква, школа, лікарня, постоялий будинок і лавка.
За переписом 1897 року кількість мешканців зросла до 1132 осіб (564 чоловічої статі та 568 — жіночої), з яких 1126 — православної віри.
1917 року селяни спалили панський маєток, вбили економа, знищили пам'ятник царю, панську землю розділили.
В роки німецько-радянської війни у ній брали участь 129 жителів села, з них 68 нагороджено бойовими орденами та медалями. На честь загиблих воїнів односельчани спорудили пам'ятник.
На 1972 рік в селі була розміщена центральна садиба колгоспу «Більшовик», за яким було закріплено 2,1 тисячі га землі, в тому числі 1,3 тисячі га орної. Основний виробничий напрям господарства — вирощування зернових культур та цукрового буряку. Набуло розвитку також і м'ясо-молочне скотарство. 18 колгоспників було нагороджено орденами та медалями, а пастухів П. Б. Лук'яненка та П. П. Власенка — орденами Леніна.
Тоді в селі були середня школа, де навчалось 244 учня, клуб на 250 місць, 2 бібліотеки з книжковим фондом 12,5 тисяч примірників, пошта, медпункт 2 магазини.

## Населення

### Мова
Розподіл населення за рідною мовою за даними перепису 2001 року:
| Мова       | Кількість | Відсоток |
| ---------- | --------- | -------- |
| українська | 170       | 97.14%   |
| російська  | 5         | 2.86%    |
| Усього     | 175       | 100%     |

## Пам'ятки
Руди — ботанічний заказник місцевого значення.

## Відомі люди
В селі народився Петриченко Іван Михайлович — Герой Радянського Союзу.